# Sistema d'Administració Integral dels Documents i dels Arxius
El Sistema d'Administració Integral dels Documents i dels Arxius (AIDA) aplega els criteris metodològics, tècnics i d'arxivament per a la gestió dels documents i el tractament arxivístic del patrimoni documental de l'Ajuntament de Barcelona.
Creat pel Decret d'Alcaldia de 15 de desembre de 1997, unifica la gestió documental de tots els òrgans de l'Ajuntament per controlar els documents en totes les etapes del seu cicle de vida. Està integrat pels instruments següents: el Quadre d'organització de fons, els quadres de classificació, el Mètode de descripció documental i el Calendari de conservació i accés.

## Història
El camí per arribar a la creació del sistema AIDA va arrencar el 1987, quan un equip d'arxivers va dur a terme una recollida sistemàtica de dades per conèixer la situació de la documentació a les oficines i òrgans de l'Administració municipal i poder elaborar un pla d'actuació a curt i mitjà termini: el Projecte d'ordenació d'arxius.
Els quatre volums que en van sorgir van propiciar una actuació planificada fins al 1998, amb l'elaboració de les Normes reguladores de l'organització i funcionament del Sistema Municipal d'Arxius (1990), la Instrucció relativa als arxius municipals de districte (1991) i el Reglament de l'Arxiu Municipal de Barcelona que van permetre recuperar la capacitat d'operar sobre tot el patrimoni documental municipal.
Un cop configurat el Sistema Municipal d'Arxius, va arrencar la segona fase, 1992-2000, que va permetre la definició dels instruments del sistema —Quadre d'organització de fons, quadres de classificació, Mètode de descripció documental, metodologia d'avaluació i valoració, i Calendari de conservació i accés. Es va desenvolupar també el sistema AIDA amb el procés d'implantació del Quadre de classificació uniforme als arxius de gestió, l'aplicació de la informàtica en el tractament de la documentació activa i l'elaboració d'un programa informàtic per a la gestió integral de la documentació fins a arribar a l'aprovació de la Instrucció sobre el Sistema d'Administració Integral dels Documents i dels Arxius (AIDA) el 1997.
La configuració definitiva de l'AIDA va ser el 1997 mitjançant l'aprovació d'aquesta instrucció, la consideració del sistema de gestió integral de la documentació com un procediment del model de gestió administrativa de l'Ajuntament i la consideració de l'Oficina de l'Arxiver en Cap com l'òrgan encarregat de la definició de les tècniques i metodologies per al tractament de la documentació en tot el seu cicle de vida.
D'acord amb aquest objectiu de gestió integral de la documentació, la Instrucció establia que els documents existents en els òrgans auxiliars de qualsevol nivell de l'Administració municipal havien de mantenir-se en poder d'aquests òrgans mentre durés la tramitació dels assumptes a què fan referència i per un període posterior de cinc anys un cop enllestida aquesta tramitació. Naixien així els arxius de gestió, constituïts com a element integrant del Sistema Municipal d'Arxius i gestors de la documentació fins al moment de fer la transferència a l'AMB, d'acord amb la normativa establerta per a la gestió i el control de les transferències documentals i en el Calendari de conservació i accés.
Durant tot el temps d'implementació del mètode AIDA, i amb l'objectiu de mantenir una homogeneïtzació en el tractament tècnic de la documentació, van estar en funcionament els grups de treball de manteniment dels programes d'informatització, del Quadre de classificació uniforme dels documents, d'Accés a la Documentació i d'Avaluació i Tria de documents.
El nou Reglament del Sistema Municipal d'Arxius, aprovat el 2010, manté la validesa i prerrogatives del mètode AIDA com a sistema de gestió integral de la documentació de l'Ajuntament de Barcelona.
Des del 18 d'abril de 2005, el mètode AIDA està implementat a través d'Albalà, el gestor d'arxius únic per a tots els centres que va substituir el programari dissenyat a mida AIDA 2.0, amb l'objectiu, tal com defineix el mètode AIDA, d'informatitzar tots els aspectes de la funció arxiu. Prèviament es va treballar per aconseguir que el programari Albalà respongués als requeriments funcionals del mètode AIDA. A més, i entre altres actuacions, es va dur a terme la migració de les bases de dades AIDA (aplicació desenvolupada per l'Institut Municipal d'Informàtica [IMI]), BIMA (relativa a les imatges de la secció de l'Arxiu Fotogràfic de l'Arxiu Històric de la Ciutat de Barcelona) i Antecedents (que recollia més de 100.000 unitats documentals de la sèrie de llicències i activitats industrials als districtes).

## Funcionament
El sistema AIDA està format per una sèrie d'instruments: el Quadre d'organització de fons, els quadres de classificació, el Mètode de descripció documental i el Calendari de conservació i accés.  

### Quadre d'organització de fons
Identifica i organitza els fons documentals de naturalesa i procedència diversa que estan sota la responsabilitat del Sistema Municipal d'Arxius. Com que els centres d'arxiu gestionen tant fons de l'Administració municipal com d'institucions i entitats de caràcter públic o privat, aquest quadre identifica l'organisme productor del fons i l'organitza segons uns criteris de procedència pública o privada que estan establerts en el Manual del quadre d'organització de fons.

### Quadres de classificació
Atès que tots els documents han de ser objecte de classificació, i com que l'Ajuntament de Barcelona té una àmplia diversitat de fons, es disposa de diversos quadres de classificació. Cal destacar el Quadre de classificació uniforme de documents, que organitza els documents generats per l'Ajuntament de Barcelona des del primer terç del segle xix fins a l'actualitat mitjançant una estructura funcional, lògica i jeràrquica de les activitats i les transaccions desenvolupades pels diferents òrgans i persones de l'Administració municipal.
Dels altres quadres de classificació de què disposa el Sistema Municipal d'Arxius, cal destacar el Quadre de classificació dels fons documentals dels pobles agregats a Barcelona i el Quadre dels fons municipals medievals i moderns. [5]

### Mètode de descripció documental
Publicat el 2003, el Manual del mètode de descripció del sistema AIDA va haver de superar, en el seu procés de definició i sistematització, reptes com la seva adequació a la Norma internacional general de descripció arxivística ISAD(G) de cara a possibilitar l'intercanvi d'informació en àmbit internacional. El seu procés de creació va fonamentar-se en un sistema de treball que, per una banda, va desenvolupar una anàlisi comparativa dels diferents formats de descripció en ús als diferents centres de l'Arxiu Municipal de Barcelona (AMB) i, per l'altra, va crear un grup de treball amb arxivers de diferents sectors de l'AMB per elaborar un format de descripció únic i adequar-lo, almenys en allò essencial, a la norma ISAD(G). Finalment, es va crear un grup de treball més reduït per elaborar el Manual del mètode de descripció i per fixar els criteris i requisits bàsics per al seu ús i gestió informatitzada.
Aquest manual permet normalitzar la descripció de tots els documents que formen part del sistema arxivístic de l'Ajuntament de Barcelona. S'organitza en quatre àrees (Identificació, Descripció, Administració i Notes), set formats de descripció en funció del nivell de descripció i del tipus de document (Fons, Unitats documentals compostes, Documents fotogràfics, Documents audiovisuals, Documents sonors, Documents visuals i Documents textuals), un conjunt d'elements de descripció amb diferents nivells d'obligatorietat per a cadascun dels formats, però amb uns elements mínims de descripció comuns i obligatoris per a tots ells. El mètode es completa amb un seguit de taules associades de valors que donen suport al procés de descripció.
Tot i la unicitat del mètode de descripció, les característiques particulars dels documents electrònics han comportat un tractament específic mitjançant un vocabulari de metadades propi basat en el mètode de descripció AIDA i en el vocabulari de metadades del Grup d'Innovació Tecnològica de la Generalitat de Catalunya.

### Calendari de conservació i accés
La Comissió Municipal d'Avaluació i Accés a la Documentació (CMAAD) és l'òrgan col·legiat de caràcter tècnic responsable de determinar els valors dels documents i analitzar-ne els continguts amb la finalitat de proposar-ne els terminis de conservació, de transferència als centres d'arxiu i el règim d'accés.
Aquests terminis es recullen al Calendari de conservació i accés.
El Calendari de conservació i accés facilita l'eliminació periòdica i controlada de documents i evita que cap document pugui ser eliminat sense seguir el procediment reglamentari.
Pel que fa a les transferències de documentació des dels arxius de gestió, s'efectuen seguint els terminis establerts pel Calendari i les instruccions de la Direcció del Sistema Municipal d'Arxius sobre la preparació, el tractament i la descripció dels documents i el procediment que cal seguir.